# ألبوم

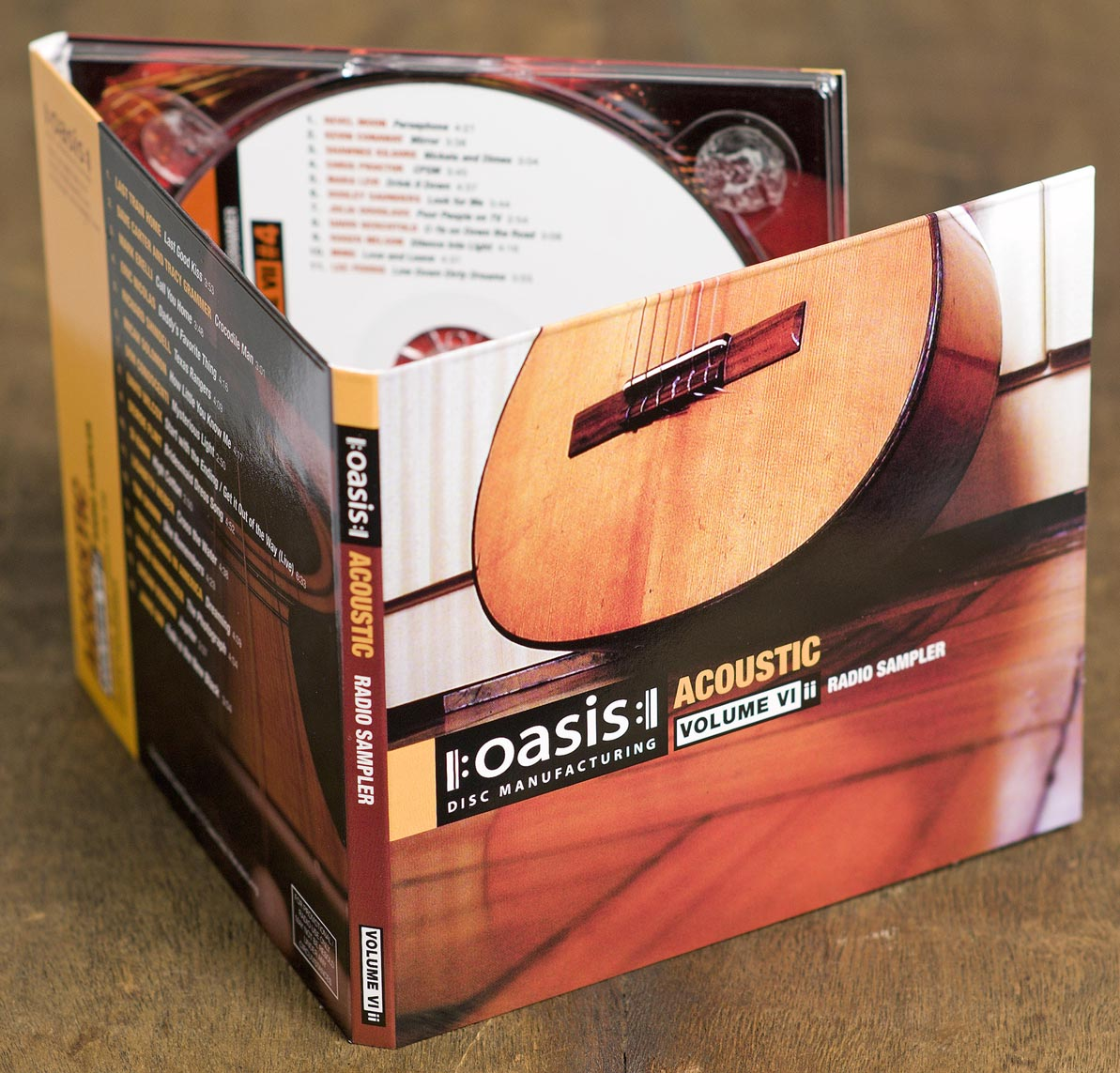
نموذج لغلاف ألبوم

الألبوم عبارة عن مجموعة من التسجيلات الصوتية التي أُصدرت كمجموعة على قرص مضغوط (سي دي)، أو قرص فونوغراف، أو شريط صوتي، أو أي وسيط آخر. طُورت ألبومات الصوت المسجل في أوائل القرن العشرين كأقراص 78 دورة في الدقيقة فردية مُجمّعة في كتاب مصمم يشبه ألبوم صور؛ تطورت هذه الصيغة بعد عام 1948 إلى أسطونات الفينيل طويلة المدى (بالإنجليزية: vinyl LP records) الفردية التي شغلت بسرعة 33 1⁄3 دورة في الدقيقة. لا تزال أسطوانة الفينيل طويلة المدى تصدر، على الرغم من أن مبيعات الألبوم في القرن الحادي والعشرين ركزت في الغالب على تنسيقات الأقراص المضغوطة وال أم بي 3. كان الشريط السمعي صيغة مستخدمة على نطاق واسع إلى جانب أقراص الفينيل من السبعينيات إلى العقد الأول من القرن الحادي والعشرين.
يمكن تسجيل الألبوم في استوديو تسجيل (ثابت أو متحرك)، أو في مكان حفلة موسيقية، أو في المنزل، أو في الميدان، أو مزيج من الأماكن. يختلف الإطار الزمني لتسجيل ألبوم بالكامل بين بضع ساعات إلى عدة سنوات. تتطلب هذه العملية عادةً عدة مرات مع تسجيل أجزاء مختلفة بشكل منفصل، ثم إحضارها أو «دمجها» معًا. التسجيلات التي تُسجل في جلسة واحدة دون الإفراط في الدبلجة يطلق عليها «حية»، حتى إن سُجلت في استوديو. تُبنى الاستوديوهات لامتصاص الصوت، والقضاء على الصدى، وذلك للمساعدة في دمج التسجيلات المختلفة؛ المواقع الأخرى، مثل أماكن الحفلات الموسيقية وبعض «الغرف الحية»، لها صدى، مما يخلق صوتًا «حيًا». قد تحتوي التسجيلات، بما في ذلك الحية، على تحرير، وتأثيرات صوتية، وتعديلات صوتية، وما إلى ذلك. باستخدام تقنية التسجيل الحديثة، يمكن تسجيل الفنانين في غرف منفصلة أو في أوقات منفصلة أثناء الاستماع إلى الأجزاء الأخرى باستخدام سماعات الرأس؛ مع تسجيل كل جزء كمسار منفصل.
تُستخدم أغلفة الألبومات وملاحظات الأسطوانة، وتُوفر معلومات إضافية في بعض الأحيان، مثل تحليل التسجيل وكلمات الأغاني أو الليبريتو. تاريخيًا، اُستخدم مصطلح «الألبوم» على مجموعة من العناصر المختلفة الموجودة في شكل كتاب. في الاستخدام الموسيقي، استخدمت الكلمة لمجموعات من القطع القصيرة من الموسيقى المدونة من أوائل القرن التاسع عشر. في وقت لاحق، جُمعت مجموعات من أسطوانات ال 78 دورة في الدقيقة ذات الصلة في ألبومات تشبه الكتب (يمكن أن يحتوي جانب واحد من أسطوانات ال 78 دورة في الدقيقة على حوالي 3.5 دقيقة فقط من الصوت). عندما قُدمت الأسطونات طويلة المدى، اُطلق على مجموعة من القطع في سجل واحد ألبوم؛ ووسعت الكلمة لتشمل وسائط تسجيل أخرى مثل القرص المضغوط، ومني ديسك، والأشرطة السمعية، والألبومات الرقمية عنما طُرحت.

## الطول
قد يحتوي الألبوم على العديد أو القليل من المسارات حسب الحاجة. في الولايات المتحدة، تنص قواعد أكاديمية التسجيل لجوائز جرامي على أن الألبوم يجب أن يتضمن الحد الأدنى من إجمالي وقت تشغيل يعادل 15 دقيقة مع خمسة مسارات متميزة على الأقل، أو إجمالي وقت تشغيل لا يقل عن 30 دقيقة بدون حد أدنى لمتطلبات المسار. في المملكة المتحدة، فإن معايير قوائم ألبومات المملكة المتحدة هي أن التسجيل يُعتبر «ألبوم» إذا كان يحتوي على أكثر من أربعة مسارات أو يستمر لأكثر من 25 دقيقة. يشار أحيانًا إلى الألبومات الأقصر باسم «ألبومات مصغرة» أو أسطوانة مطولة. تحتوي ألبومات مثل توبلير بيلز، وأمروك، هيرجست ريدج لمايك أولدفيلد، أو ألبوم كلوس تو ذا إيدج لفرقة يس، على أقل من أربعة مسارات، لكنها لا تزال تتجاوز علامة ال 25 دقيقة. لا توجد قواعد رسمية ضد الفنانين مثل بنهيد جنباودر لإشارتهم إلى إصداراتهم الخاصة الأقل من ثلاثين دقيقة باسم «ألبومات».
إذا أصبح الألبوم طويلًا جدًا بحيث لا يمكن احتواؤه في أسطوانة فينيل واحدة أو قرص مضغوط، فقد يصدر كألبوم مزدوج تُحزم فيه اسطوانتي فينيل مطولتين أو قرصين مدمجين معًا في حزمة واحدة، أو ألبوم ثلاثي يحتوي على ثلاث أسطوانات مطولة أو أقراص مضغوطة. قد يعيد فنانو التسجيل الذين لديهم كتالوج خلفي مكثف إصدار العديد من الأقراص المضغوطة في حزمة واحدة بتصميم موحد، وغالبًا ما يحتوي على ألبوم واحد أو أكثر (في هذا السيناريو، يمكن الإشارة إلى هذه الإصدارات أحيانًا كـ«اثنين أو ثلاثة»)، أو مجموعة من التسجيلات التي لم تُصدر سابقًا، وتُعرف باسم مجموعة الصندوق. أصدر بعض الفنانين الموسيقيين أيضًا أكثر من ثلاثة أقراص مضغوطة أو أسطوانات مطولة لتسجيلات جديدة في وقت واحد، في شكل مجموعة صندوق، على الرغم من أنه عادةً في هذه الحالة لا يزال العمل يعتبر ألبومًا.

## أنواع الألبوم
عادةً ما يتم تسجيل محتويات الألبوم في إستديو تسجيل أو مباشرة أثناء حفلة موسيقية، ويمكن أيضًا أحيانًا تسجيلها في أماكن أخرى، مثل المنزل (كما هو الحال مع ألبوم جاي جاي كيل أوكي)، أو الميدانات - مثل ألبومات موسيقى البلوز القديمة، أو السجون، أو الإستديوهات المتنقلة مثل إستديو فرقة رولينج ستون المتنقل.

### ألبومات الإستديو
معظم الألبومات ألبومات إستديو - أي يتم تسجيلها في إستديو تسجيل بمعدات تهدف إلى منح المشرفين على التسجيل أكبر قدر ممكن من التحكم في صوت الألبوم، فهذه الطريقة تقلل من الضوضاء الخارجية والصدى، وتُستخدم فيها ميكروفونات حساسة للغاية ومعدات لمزج الصوت. في بعض الإستديوهات، يسجل كل عضو في فرقة ما دوره في غرف منفصلة، أو حتى بعض المرات في أوقات منفصلة. مع ظهور البريد الإلكتروني في السنوات الأخيرة، أصبح من الممكن للموسيقيين تسجيل جزء من الأغنية في إستديو آخر في جزء آخر من العالم، وإرسال مساهماتهم عبر البريد الإلكتروني لتضمينها في المنتج النهائي.

### الألبومات المباشرة

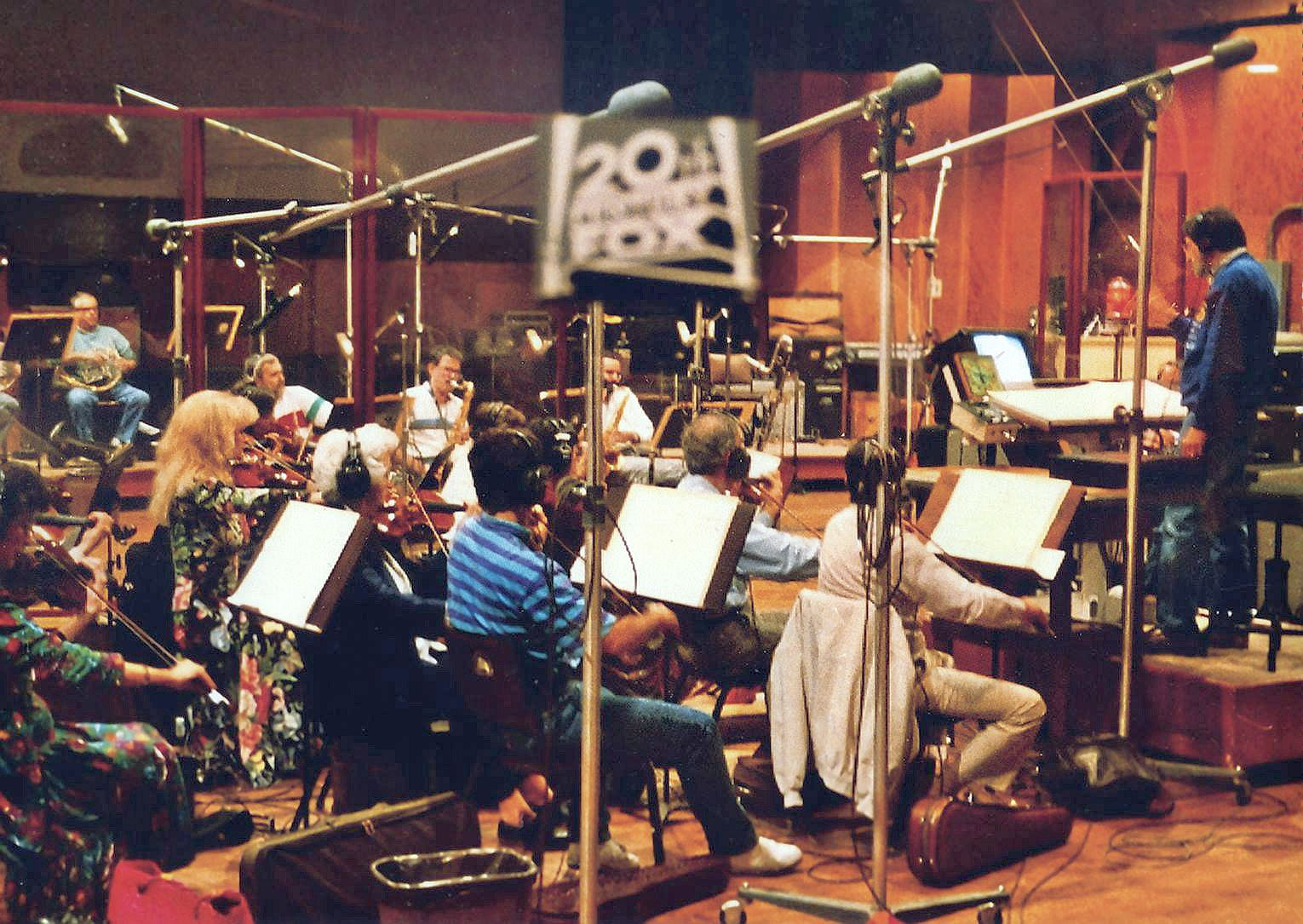
أوركسترا يتم تسجيلها "مباشرًا" في الإستديو

التسجيلات التي يتم إجراؤها في لقطة واحدة بدون تسجيلات متعددة المسالك تسمى بالـ«مباشرة»، وإن تم تسجيلها في إستديو. ومع ذلك، فإن الفهم الشائع لـ«الألبوم المباشر» هو ذلك الذي يتم تسجيله في حفلة موسيقية أمام جمهور. يتم تسجيل العروض الموسيقية أو المسرحية باستخدام تقنيات التسجيل عن بعد. يمكن تسجيل الألبومات في حفلة موسيقية واحدة، أو الجمع بين تسجيلات تمت تأديتها في أكثر من حفلة. قد تشمل التصفيق وغيرها من ضوضاء الجمهور، والتعليقات من قبل فناني الأداء بين الأغاني، وما إلى ذلك. قد يُستخدم التسجيل متعدد المسالك مباشرًا من نظام صوت المسرح، ويمكن أيضًا استخدام معالجات وتأثيرات إضافية أثناء مرحلة ما بعد الإنتاج لتحسين جودة التسجيل.